# Templo de Zeus (Olímpia)
Templo de Zeus era um antigo templo grego localizado na cidade de Olímpia, Grécia, dedicado ao deus Zeus. O templo, construído no segundo quarto do século V a.C., era o próprio modelo do templo grego clássico completamente desenvolvido na ordem dórica.

## Configuração

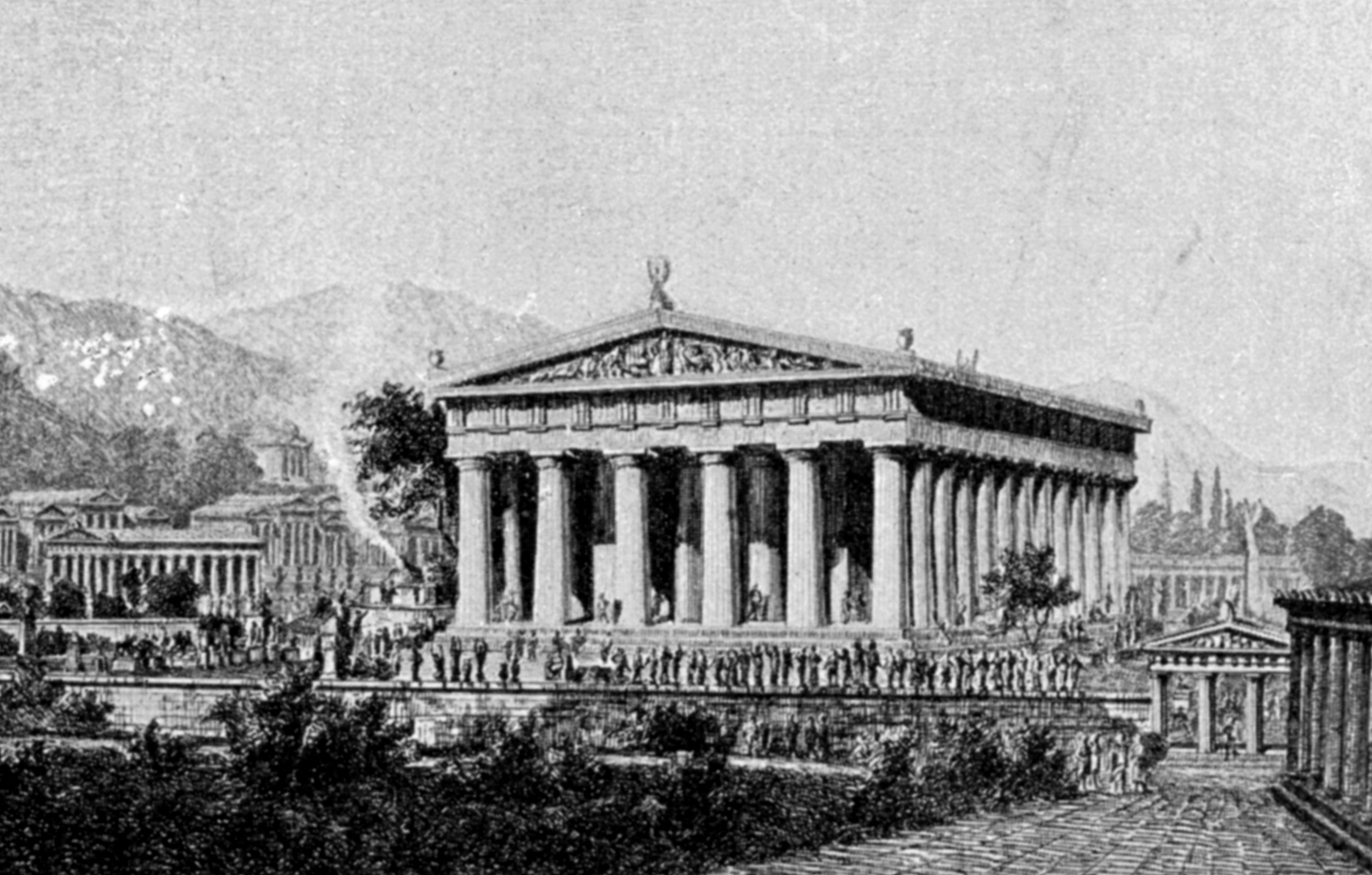
Representação artística de como seria o templo em seu auge

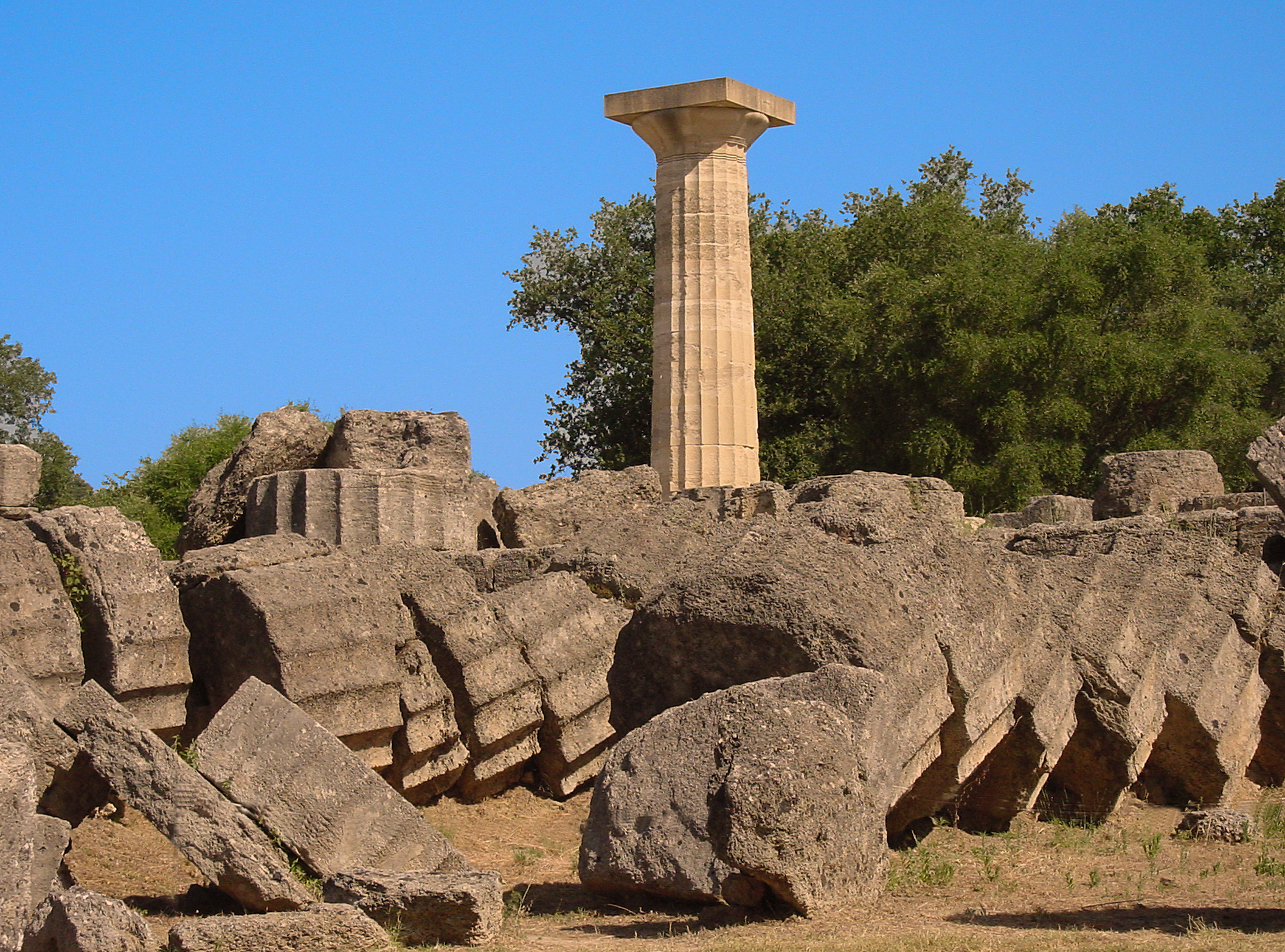
Ruínas do templo

O templo foi estabelecido provavelmente em um local religioso antigo que data do quarto milênio a.C. que era dedicado à mãe da terra, Gaia, e eventualmente, era o local de um templo a Hera que data do Período Arcaico. O Áltis, o recinto com o seu bosque sagrado, os altares ao ar livre e o túmulo de Pélope, foi formado pela primeira vez durante os séculos X e IX a.C., quando os seguidores de Zeus se juntaram aos seguidores de Hera.

## Estátua
O templo abrigava a famosa estátua de Zeus, que era uma das Sete Maravilhas do Mundo Antigo. A estátua de ouro e marfim tinha aproximadamente 13 metros de altura e foi feita pelo escultor Fídias em sua oficina no local em Olímpia. A conclusão da estátua demorou aproximadamente 12 anos e foi uma das obras artísticas mais reverenciadas da Grécia Clássica.

## Destruição
Em 426, o imperador romano Teodósio II ordenou a destruição do santuário. Terremotos em 522 e 551 devastaram as ruínas e deixaram o Templo de Zeus parcialmente soterrado.